# Censura de Internet en Rusia
La censura en Internet en la Federación de Rusia se aplica sobre la base de varias leyes y mediante varios mecanismos. Desde 2012, Rusia mantiene una lista negra de Internet centralizada (conocida como el "registro único") mantenida por el Servicio Federal de Supervisión de Comunicaciones, Tecnología de la Información y Medios de Comunicación (Roskomnadzor). La lista se utiliza para la censura de URL individuales, nombres de dominio y direcciones IP. Originalmente se introdujo para bloquear sitios que contienen materiales que promueven el abuso de drogas y la producción de drogas, descripciones de métodos de suicidio y que contienen pornografía infantil. Posteriormente se modificó para permitir el bloqueo de materiales clasificados como extremistas incluyéndolos en la Lista Federal de Materiales Extremistas. Según Freedom House, se ha abusado con frecuencia de estas reglamentaciones para bloquear las críticas al gobierno federal o las administraciones locales. Una ley que prohíbe el "abuso de la libertad de los medios de comunicación" implementa un proceso para el cierre de los medios de comunicación en línea.
En marzo de 2019, se promulgó el proyecto de ley que introdujo multas para aquellos que (el gobierno) considera que difunden "noticias falsas" y muestran una "falta de respeto flagrante" hacia las autoridades estatales. En junio de 2020, el Tribunal Europeo de Derechos Humanos falló en contra de Rusia en un caso relacionado con el bloqueo de sitios web críticos con el gobierno (incluido el de Garry Kasparov), ya que se había violado la libertad de expresión de los demandantes.

## Historia

### Inicios (2004-2012)
En 2004 sólo una minoría de rusos (8% de la población) tenía acceso a Internet. En mayo de 2008, unos 32,7 millones de usuarios en Rusia tenían acceso a Internet (casi el 30% de la población). En 2012, 75,9 millones de rusos (53% de la población) tenían acceso.
En diciembre de 2015, la mayor parte del país, 92,8 millones de rusos (70% de la población) tenían acceso a Internet. Tras su visita a Rusia en 2004, Álvaro Gil-Robles, entonces Comisionado de Derechos Humanos del Consejo de Europa, destacó la alta calidad de las noticias y la velocidad de reacción de los medios de Internet de Rusia. Prácticamente todos los principales diarios estaban disponibles en línea, incluso algunos optaron por la Web como único medio de información. Las agencias de prensa rusas (incluidas RIA Novosti e ITAR-TASS) también estuvieron bien representadas en la Web. En abril de 2008, France Presse señaló que "Internet es el área más libre de los medios en Rusia, donde casi toda la televisión y muchos periódicos están bajo control gubernamental formal o no oficial". Como informó Kirill Pankratov en abril de 2009 en The Moscow Times:

«Incluso descartando la naturaleza caótica de la web, hay mucho material en ruso sobre temas políticos y sociales que está bien escrito y representa una amplia gama de puntos de vista. Sin embargo, esto no significa que la mayoría de los rusos estén bien informados sobre los importantes problemas políticos y sociales de la actualidad. Pero esto es en gran medida una cuestión de elección personal, no de restricciones gubernamentales. Si alguien es demasiado perezoso para hacer unos pocos clics para leer y tomar conciencia de varios temas y puntos de vista, tal vez merezca que lo alimenten con propaganda gubernamental insulsa y unilateral.».

El discurso de noviembre de 2009 ante la Asamblea Federal, el entonces presidente de Rusia, Dmitry Medvedev reconoció que Rusia se clasificó solo como el país número 63 del mundo según las estimaciones del nivel de desarrollo de la infraestructura de comunicaciones. Hizo hincapié en la necesidad de proporcionar acceso a Internet de banda ancha a todo el territorio ruso en cinco años y de gestionar la transición a la televisión digital, así como al 4G de los estándares inalámbricos celulares.
En 2010, Iniciativa OpenNet señaló que si bien "la ausencia de un filtrado de Internet exigido por el estado en Rusia ha llevado a algunos observadores a concluir que Internet ruso representa un espacio abierto e indiscutido", el gobierno tenía un enfoque estratégico y consistente para tomar el control sobre la información en medios electrónicos. Los ataques cibernéticos de 2007 en Estonia y los ataques cibernéticos durante la guerra ruso-georgiana (2008) pueden haber sido "una indicación del interés activo del gobierno en movilizar y dar forma a las actividades en el ciberespacio ruso".

## Antecedentes
Rusia fue calificada como "parcialmente libre" en Freedom on the Net por Freedom House en 2009 (puntuación 49), 2011 (puntuación 52), 2012 (puntuación 52), 2013 (puntuación 54) y 2014 (puntuación 60) y como "no gratis" en 2015 (puntuación 62), 2016 (puntuación 65), 2017 (puntuación 66) y 2018 (puntuación 67) donde las puntuaciones van de 0 (más libre) a 100 (menos libre).
Rusia estuvo en la lista de Reporteros sin Fronteras de países bajo vigilancia de 2010 a 2013 y pasó a la lista de Enemigos de Internet en 2014. Se descubrió que Rusia participa en el filtrado selectivo de Internet en las áreas política y social, y la Iniciativa OpenNet encontró pruebas de filtrado en las áreas de conflicto/seguridad y herramientas de Internet en diciembre de 2010. Desde al menos 2015, Rusia ha estado colaborando con los funcionarios de seguridad del Gran Cortafuegos chino en la implementación de su infraestructura de filtrado y retención de datos. En septiembre de 2019, Roskomnadzor comenzó a instalar equipos para aislar a Rusia, incluidos los teléfonos móviles, del resto de Internet en caso de que el gobierno ordene tal acción, según lo exige una ley que entrará en vigor en noviembre de 2019. La justificación del gobierno fue contrarrestar el potencial cibernético. ataques desde Estados Unidos, pero a algunos les preocupaba que pudiera crear un "telón de acero" en línea.
A fines de febrero de 2022, dos de las principales plataformas de redes sociales del mundo, Facebook y Twitter, fueron restringidas en Rusia por Roskomnadzor como medida de guerra en medio de la Invasión rusa de Ucrania de 2022. El monitor de derechos de Internet NetBlocks informó que las plataformas de Twitter y Facebook fueron restringidas o estranguladas en varios proveedores el 26 y el 27 de febrero respectivamente, y las prohibiciones se volvieron casi totales el 4 de marzo.

## Organización

Símbolo del Roskomnadzor.

Los medios en la Federación Rusa, incluido Internet, están regulados por Roskomnadzor (Servicio Federal de Supervisión en el Ámbito de las Telecomunicaciones, Tecnologías de la Información y Comunicaciones), una rama del Ministerio de Telecomunicaciones y Comunicaciones Masivas. 
Roskomnadzor, junto con varias otras agencias como el Servicio Federal de Control de Drogas, el Servicio Federal de Protección al Consumidor y la oficina del Fiscal General, pueden bloquear ciertas clases de contenido sin una orden judicial: llamadas a acciones públicas no autorizadas, contenido considerado extremista, materiales que violen los derechos de autor, información sobre víctimas juveniles de delitos, imágenes de abuso infantil, información que fomente el uso de drogas y descripciones de suicidio. Se puede bloquear otro contenido con una orden judicial.
Los proveedores de servicios de Internet (ISP) son legalmente responsables de cualquier contenido ilegal al que puedan acceder sus usuarios (responsabilidad de los intermediarios).

## Censura aplicada por Rusia
Para obtener una lista más completa, consulte Lista de sitios web bloqueados en Rusia. 
Varios sitios web mantienen listas de sitios web actualmente bloqueados en Rusia, según diferentes fuentes de información.

### Bloqueo a George Soros
El presidente Vladímir Putin firmó una ley a fines de 2013 sobre el procedimiento para que el Fiscal General de Rusia y la Oficina del Fiscal General decidan qué sitios web pueden bloquearse arbitrariamente. Luego, el gobierno ruso aprobó la ley sobre organizaciones indeseables en 2015, después de lo cual todos los sitios web sospechosos de 'organizaciones indeseables' también podrían ser bloqueados arbitrariamente por la Oficina del Fiscal General. Después de eso, los sitios web 'indeseables' del filántropo George Soros y varios otros fueron bloqueados en Rusia.

### El Fondo Marshall Alemán
El gobierno ruso anunció que el sitio web de un grupo de expertos con sede en Estados Unidos, The German Marshall Fund sería bloqueado el 11 de marzo de 2018, sin ninguna explicación. En total, se bloquearon 22 organizaciones indeseables entre 2015 y 2020, incluidas Rusia Abierta, National Endowment for Democracy, Open Society Foundations, la Fundación Estados Unidos. Rusia para el Avance Económico y el Estado de Derecho, la Plataforma Europea para las Elecciones Democráticas de Alemania, la Fundación Internacional de Lituania Centro de Estudios Electorales, Atlantic Council y similares.

### Detención de un editor de Wikipedia
El 11 de marzo de 2022, la policía política bielorrusa GUBOPiK arrestó y detuvo a Mark Bernstein, un editor ruso de Wikipedia con base en Minsk que estaba editando el artículo sobre la Invasión rusa de Ucrania de 2022, acusándolo de la "difusión de materiales antirrusos" y de violar Ley rusa de "noticias falsas".